# Liste grönländischer Seen
Dies ist eine Liste grönländischer Seen. Sie umfasst alle Seen, die mindestens 10 km² groß sind. Die Seen sind gegen den Uhrzeigersinn geordnet im Norden begonnen. Die Flächenangaben sind anhand der GIS-Daten auf Basis der offiziellen dänisch-grönländischen Karte (vgl. Weblinks) vermessen.
| Name                                            | Distrikt                      | Kommune                       | Fläche    | Koordinaten          |
| ----------------------------------------------- | ----------------------------- | ----------------------------- | --------- | -------------------- |
| unbenannter See                                 | Qaanaaq                       | Avannaata Kommunia            | 40,9 km²  | 80,274° N, 60,11° W  |
| Romer Søer (Hauptsee)                           | Qaanaaq                       | Avannaata Kommunia            | 46,1 km²  | 80,011° N, 61,516° W |
| unbenannter See                                 | Qaanaaq                       | Avannaata Kommunia            | 35,4 km²  | 80,078° N, 62,241° W |
| unbenannter See                                 | Qaanaaq                       | Avannaata Kommunia            | 11,2 km²  | 78,892° N, 66,69° W  |
| Tasersuaq                                       | Qaanaaq                       | Avannaata Kommunia            | 45,2 km²  | 76,999° N, 66,811° W |
| Qajartoriaq                                     | Upernavik                     | Avannaata Kommunia            | 15,7 km²  | 72,679° N, 54,282° W |
| Ilulialissuaq                                   | Upernavik                     | Avannaata Kommunia            | 18,2 km²  | 72,466° N, 53,853° W |
| Qajartoriarsuaq                                 | Upernavik                     | Avannaata Kommunia            | 25,7 km²  | 72,33° N, 54,387° W  |
| Uigorleq                                        | Uummannaq                     | Avannaata Kommunia            | 64,5 km²  | 70,315° N, 51,872° W |
| Uigorlip Qalia                                  | Uummannaq                     | Avannaata Kommunia            | 15,4 km²  | 70,292° N, 51,386° W |
| Isortoq Boyes Sø                                | Ilulissat                     | Avannaata Kommunia            | 55,9 km²  | 70,129° N, 50,719° W |
| Amitsup Tasia                                   | Ilulissat                     | Avannaata Kommunia            | 12,9 km²  | 70,096° N, 50,426° W |
| Tasersuaq                                       | Ilulissat                     | Avannaata Kommunia            | 11,8 km²  | 69,801° N, 50,9° W   |
| Tasersuaq                                       | Ilulissat                     | Avannaata Kommunia            | 11,4 km²  | 69,384° N, 50,508° W |
| Tininnilik                                      | Qasigiannguit                 | Kommune Qeqertalik            | 37,2 km²  | 68,773° N, 50,412° W |
| Kuussuup Tasia                                  | Qasigiannguit                 | Kommune Qeqertalik            | 10,9 km²  | 68,716° N, 50,626° W |
| Ilulialik                                       | Qasigiannguit                 | Kommune Qeqertalik            | 20,3 km²  | 68,565° N, 50,652° W |
| Ukiulersorsiorfik                               | Kangaatsiaq                   | Kommune Qeqertalik            | 11,1 km²  | 67,971° N, 51,827° W |
| Maligiaata Tasia                                | Kangaatsiaq                   | Kommune Qeqertalik            | 17,7 km²  | 68° N, 51,435° W     |
| Qaamasuusaq                                     | Kangaatsiaq                   | Kommune Qeqertalik            | 17,9 km²  | 67,985° N, 51,231° W |
| Iluliartuup Tasersua                            | Kangaatsiaq                   | Kommune Qeqertalik            | 41,5 km²  | 68,286° N, 50,743° W |
| Eqalugaarsuit Tasersui (westlicher See)         | Kangaatsiaq                   | Kommune Qeqertalik            | 11,5 km²  | 68,088° N, 50,815° W |
| Eqalugaarsuit Tasersui (östlicher See)          | Kangaatsiaq                   | Kommune Qeqertalik            | 10,9 km²  | 68,093° N, 50,726° W |
| Qasigiattaat Tasiat Tycho Brahe Sø              | Kangaatsiaq                   | Kommune Qeqertalik            | 13,7 km²  | 68,034° N, 50,436° W |
| Eqalussuit Tasiat Giesecke Sø                   | Kangaatsiaq                   | Kommune Qeqertalik            | 68,1 km²  | 67,771° N, 53,19° W  |
| Naujannguit Tasiat                              | Kangaatsiaq                   | Kommune Qeqertalik            | 20,1 km²  | 67,866° N, 51,727° W |
| Itunnersuata Tasia                              | Kangaatsiaq                   | Kommune Qeqertalik            | 10,0 km²  | 67,81° N, 51,59° W   |
| Taserpik                                        | Kangaatsiaq                   | Kommune Qeqertalik            | 21,7 km²  | 67,769° N, 51,722° W |
| Nassuttuutaata Tasia                            | Sisimiut                      | Qeqqata Kommunia              | 55,7 km²  | 67,625° N, 52,499° W |
| Isigassuit Tasiat                               | Sisimiut                      | Qeqqata Kommunia              | 11,9 km²  | 67,556° N, 52,293° W |
| Meqqoqanngip Tasia                              | Sisimiut                      | Qeqqata Kommunia              | 14,5 km²  | 67,542° N, 52,142° W |
| Iffat Tasiat                                    | Sisimiut                      | Qeqqata Kommunia              | 27,5 km²  | 67,38° N, 53,507° W  |
| Eqalusussuit Tasiat Qalleq                      | Sisimiut                      | Qeqqata Kommunia              | 15,8 km²  | 67,443° N, 52,662° W |
| Ilivillup Tasia                                 | Sisimiut                      | Qeqqata Kommunia              | 24,1 km²  | 67,388° N, 51,307° W |
| Isortuarsuup Tasersua                           | Sisimiut                      | Qeqqata Kommunia              | 44,6 km²  | 67,127° N, 53,043° W |
| Itinnerup Tasersua                              | Sisimiut                      | Qeqqata Kommunia              | 61,3 km²  | 66,995° N, 51,873° W |
| Aavitsup Tasia                                  | Sisimiut                      | Qeqqata Kommunia              | 12,8 km²  | 67,083° N, 50,395° W |
| Amitsorsuaq                                     | Sisimiut                      | Qeqqata Kommunia              | 25,1 km²  | 66,927° N, 51,616° W |
| Qeqertalaap Tasia                               | Sisimiut                      | Qeqqata Kommunia              | 28,1 km²  | 66,871° N, 51,747° W |
| Avalliup Tasia                                  | Sisimiut                      | Qeqqata Kommunia              | 26,2 km²  | 66,772° N, 52,11° W  |
| Itillip Qinnguata Tasii (Hauptsee)              | Sisimiut                      | Qeqqata Kommunia              | 10,9 km²  | 66,693° N, 52,053° W |
| Tasersuaq                                       | Maniitsoq                     | Qeqqata Kommunia              | 66,9 km²  | 65,787° N, 52,617° W |
| unbenannter See                                 | Maniitsoq                     | Qeqqata Kommunia              | 12,3 km²  | 66,808° N, 49,939° W |
| Taserujutaq                                     | Maniitsoq                     | Qeqqata Kommunia              | 12,1 km²  | 66,185° N, 53,304° W |
| Tasersiap Qalia                                 | Maniitsoq                     | Qeqqata Kommunia              | 42,8 km²  | 66,281° N, 49,867° W |
| Tasersiaq                                       | Maniitsoq                     | Qeqqata Kommunia              | 85,8 km²  | 66,205° N, 50,54° W  |
| unbenannter See                                 | Maniitsoq                     | Qeqqata Kommunia              | 88,1 km²  | 66,01° N, 50,218° W  |
| Iluliallup Tasia                                | Maniitsoq                     | Qeqqata Kommunia              | 21,9 km²  | 65,779° N, 51,777° W |
| Qarliit Tasersuat                               | Maniitsoq                     | Qeqqata Kommunia              | 16,4 km²  | 65,78° N, 50,77° W   |
| Ammalortoq                                      | Maniitsoq                     | Qeqqata Kommunia              | 23,7 km²  | 65,61° N, 50,32° W   |
| unbenannter See                                 | Maniitsoq                     | Qeqqata Kommunia              | 26,3 km²  | 65,57° N, 50,19° W   |
| Isunnguit Tasersuat                             | Maniitsoq                     | Qeqqata Kommunia              | 28,2 km²  | 65,553° N, 50,675° W |
| Kangiata Tasersuatsiaava                        | Maniitsoq                     | Qeqqata Kommunia              | 11,5 km²  | 65,405° N, 51,616° W |
| Qaamasoq                                        | Maniitsoq                     | Qeqqata Kommunia              | 28,3 km²  | 65,475° N, 50,645° W |
| Niisatalik                                      | Maniitsoq                     | Qeqqata Kommunia              | 17,7 km²  | 65,468° N, 50,87° W  |
| Taserujutaq                                     | Maniitsoq                     | Qeqqata Kommunia              | 45,1 km²  | 65,388° N, 50,801° W |
| unbenannter See                                 | Maniitsoq                     | Qeqqata Kommunia              | 14,7 km²  | 65,305° N, 50,685° W |
| Tasersuatsiaq                                   | Maniitsoq                     | Qeqqata Kommunia              | 54,4 km²  | 65,248° N, 51,494° W |
| Qallunaat Nunaataa Tasia                        | Maniitsoq                     | Qeqqata Kommunia              | 12,5 km²  | 65,058° N, 51,364° W |
| Sammisup Tasersua Fiskevandet                   | Maniitsoq                     | Qeqqata Kommunia              | 27,9 km²  | 64,969° N, 51,882° W |
| Tasersuaq                                       | Nuuk                          | Kommuneqarfik Sermersooq      | 125,8 km² | 65,066° N, 50,845° W |
| Attariissuit                                    | Nuuk                          | Kommuneqarfik Sermersooq      | 14,2 km²  | 65,137° N, 50,556° W |
| unbenannter See                                 | Nuuk                          | Kommuneqarfik Sermersooq      | 13,4 km²  | 65,086° N, 49,852° W |
| Tarsartuup Tasersua                             | Nuuk                          | Kommuneqarfik Sermersooq      | 75,5 km²  | 65,057° N, 50,027° W |
| unbenannter See                                 | Nuuk                          | Kommuneqarfik Sermersooq      | 14,9 km²  | 65,041° N, 50,2° W   |
| unbenannter See                                 | Nuuk                          | Kommuneqarfik Sermersooq      | 10,8 km²  | 65,002° N, 49,987° W |
| Tussaap Tasia                                   | Nuuk                          | Kommuneqarfik Sermersooq      | 11,6 km²  | 64,956° N, 50,155° W |
| unbenannter See                                 | Nuuk                          | Kommuneqarfik Sermersooq      | 10,6 km²  | 64,802° N, 49,723° W |
| unbenannter See                                 | Nuuk                          | Kommuneqarfik Sermersooq      | 13,2 km²  | 64,821° N, 51,333° W |
| Usuk                                            | Nuuk                          | Kommuneqarfik Sermersooq      | 10,2 km²  | 64,716° N, 51,502° W |
| Quassuup Tasersua                               | Nuuk                          | Kommuneqarfik Sermersooq      | 29,1 km²  | 64,648° N, 51,479° W |
| Saarlup Tasersua                                | Nuuk                          | Kommuneqarfik Sermersooq      | 13,9 km²  | 64,443° N, 51,7° W   |
| Iluliartooq                                     | Nuuk                          | Kommuneqarfik Sermersooq      | 17,1 km²  | 64,631° N, 49,64° W  |
| Isortuarsuk                                     | Nuuk                          | Kommuneqarfik Sermersooq      | 13,7 km²  | 64,051° N, 49,872° W |
| Kangerluarsunnguup Tasersua                     | Nuuk                          | Kommuneqarfik Sermersooq      | 82,1 km²  | 64° N, 50,24° W      |
| unbenannter See                                 | Nuuk                          | Kommuneqarfik Sermersooq      | 18,6 km²  | 63,875° N, 49,789° W |
| Isortuarsuup Tasia                              | Nuuk                          | Kommuneqarfik Sermersooq      | 59,4 km²  | 63,828° N, 50,138° W |
| Tasersuatsiaat                                  | Nuuk                          | Kommuneqarfik Sermersooq      | 18,2 km²  | 63,728° N, 51,118° W |
| Kangaannguup Tasia                              | Nuuk                          | Kommuneqarfik Sermersooq      | 14,3 km²  | 63,453° N, 49,939° W |
| Aagissat Amitsorsua                             | Nuuk                          | Kommuneqarfik Sermersooq      | 11,6 km²  | 63,511° N, 49,777° W |
| Qajarteriarsivaq                                | Nuuk                          | Kommuneqarfik Sermersooq      | 16,0 km²  | 63,423° N, 49,75° W  |
| Qajartoriaq                                     | Nuuk                          | Kommuneqarfik Sermersooq      | 21,1 km²  | 63,205° N, 49,749° W |
| Ilulialik                                       | Nuuk                          | Kommuneqarfik Sermersooq      | 12,0 km²  | 63,132° N, 49,636° W |
| unbenannter See                                 | Nuuk                          | Kommuneqarfik Sermersooq      | 11,2 km²  | 62,813° N, 49,6° W   |
| Taserakasak                                     | Nuuk                          | Kommuneqarfik Sermersooq      | 13,6 km²  | 62,794° N, 49,699° W |
| Tasersuaq Qajartoriaq                           | Nuuk                          | Kommuneqarfik Sermersooq      | 13,3 km²  | 62,669° N, 49,973° W |
| Majorarissap Ilua                               | Nuuk                          | Kommuneqarfik Sermersooq      | 21,1 km²  | 62,696° N, 50,041° W |
| Kangaarsuup Tasersua                            | Paamiut                       | Kommuneqarfik Sermersooq      | 76,0 km²  | 62,509° N, 49,58° W  |
| Atarnup Tasersua                                | Paamiut                       | Kommuneqarfik Sermersooq      | 13,2 km²  | 61,85° N, 48,578° W  |
| Isorsuup Tasersua                               | Paamiut                       | Kommuneqarfik Sermersooq      | 39,2 km²  | 61,848° N, 48,141° W |
| Atarnup Tasia/Qoornup Qinngorlersua Blindtarmen | Ivittuut                      | Kommuneqarfik Sermersooq      | 13,2 km²  | 61,162° N, 47,831° W |
| Nordbosø                                        | Narsaq                        | Kommune Kujalleq              | 10,6 km²  | 61,382° N, 45,341° W |
| Motzfeldtip Tasia Motzfeldt Sø                  | Narsaq                        | Kommune Kujalleq              | 30,1 km²  | 61,159° N, 44,962° W |
| Tasersuaq                                       | Nanortalik                    | Kommune Kujalleq              | 14,6 km²  | 60,27° N, 44,635° W  |
| unbenannter See                                 | Ammassalik                    | Kommuneqarfik Sermersooq      | 24,5 km²  | 60,572° N, 43,467° W |
| Nattivit Isertuala Imia                         | Ammassalik                    | Kommuneqarfik Sermersooq      | 10,6 km²  | 65,708° N, 38,349° W |
| Qortortup Imertiva Qorlortoq Sø                 | Ammassalik                    | Kommuneqarfik Sermersooq      | 10,1 km²  | 65,689° N, 37,649° W |
| Faxa Sø                                         | Ittoqqortoormiit              | Kommuneqarfik Sermersooq      | 13,5 km²  | 70,227° N, 28,734° W |
| Gnejssø                                         | Ittoqqortoormiit              | Kommuneqarfik Sermersooq      | 11,3 km²  | 70,258° N, 29,214° W |
| unbenannter See                                 | Ittoqqortoormiit              | Kommuneqarfik Sermersooq      | 12,9 km²  | 71,073° N, 26,548° W |
| unbenannter See                                 | Ittoqqortoormiit              | Kommuneqarfik Sermersooq      | 11,7 km²  | 71,06° N, 27,22° W   |
| Sjussen                                         | Ittoqqortoormiit              | Kommuneqarfik Sermersooq      | 11,3 km²  | 71,178° N, 28,392° W |
| unbenannter See (Schuchert Flod)                | Ittoqqortoormiit              | Kommuneqarfik Sermersooq      | 16,9 km²  | 71,566° N, 24,358° W |
| Furesø                                          | Nordost-Grönland-Nationalpark | Nordost-Grönland-Nationalpark | 48,6 km²  | 72,021° N, 26,088° W |
| Vinkelsø                                        | Nordost-Grönland-Nationalpark | Nordost-Grönland-Nationalpark | 12,4 km²  | 72,441° N, 27,451° W |
| Krumme Langsø                                   | Nordost-Grönland-Nationalpark | Nordost-Grönland-Nationalpark | 29,3 km²  | 74,075° N, 23,827° W |
| Vibeke Sø                                       | Nordost-Grönland-Nationalpark | Nordost-Grönland-Nationalpark | 20,1 km²  | 74,139° N, 23,761° W |
| unbenannter See                                 | Nordost-Grönland-Nationalpark | Nordost-Grönland-Nationalpark | 12,8 km²  | 74,201° N, 23,469° W |
| Gletsjersø                                      | Nordost-Grönland-Nationalpark | Nordost-Grönland-Nationalpark | 10,4 km²  | 74,235° N, 25,026° W |
| Agnete Sø                                       | Nordost-Grönland-Nationalpark | Nordost-Grönland-Nationalpark | 36,1 km²  | 75,639° N, 20,224° W |
| Langsø (westlicher See)                         | Nordost-Grönland-Nationalpark | Nordost-Grönland-Nationalpark | 13,1 km²  | 75,815° N, 20,845° W |
| Knæksø                                          | Nordost-Grönland-Nationalpark | Nordost-Grönland-Nationalpark | 16,6 km²  | 75,878° N, 22,062° W |
| unbenannter See                                 | Nordost-Grönland-Nationalpark | Nordost-Grönland-Nationalpark | 15,3 km²  | 76,062° N, 24,447° W |
| Vedel Sø                                        | Nordost-Grönland-Nationalpark | Nordost-Grönland-Nationalpark | 20,8 km²  | 76,442° N, 24,567° W |
| Eigil Sø                                        | Nordost-Grönland-Nationalpark | Nordost-Grönland-Nationalpark | 13,7 km²  | 76,72° N, 25,009° W  |
| Randsøen                                        | Nordost-Grönland-Nationalpark | Nordost-Grönland-Nationalpark | 19,3 km²  | 76,699° N, 22,948° W |
| Trefork Sø                                      | Nordost-Grönland-Nationalpark | Nordost-Grönland-Nationalpark | 41,2 km²  | 76,928° N, 24,288° W |
| Britannia Sø                                    | Nordost-Grönland-Nationalpark | Nordost-Grönland-Nationalpark | 15,7 km²  | 77,135° N, 23,363° W |
| Sælsøen                                         | Nordost-Grönland-Nationalpark | Nordost-Grönland-Nationalpark | 113,7 km² | 77,066° N, 20,688° W |
| Annekssøen                                      | Nordost-Grönland-Nationalpark | Nordost-Grönland-Nationalpark | 42,2 km²  | 77,289° N, 21,082° W |
| unbenannter See                                 | Nordost-Grönland-Nationalpark | Nordost-Grönland-Nationalpark | 27,2 km²  | 77,319° N, 21,93° W  |
| Flyversø                                        | Nordost-Grönland-Nationalpark | Nordost-Grönland-Nationalpark | 35,5 km²  | 77,746° N, 20,506° W |
| unbenannter See                                 | Nordost-Grönland-Nationalpark | Nordost-Grönland-Nationalpark | 14,4 km²  | 78,394° N, 21,319° W |
| unbenannter See                                 | Nordost-Grönland-Nationalpark | Nordost-Grönland-Nationalpark | 29,7 km²  | 78,458° N, 22,529° W |
| unbenannter See                                 | Nordost-Grönland-Nationalpark | Nordost-Grönland-Nationalpark | 22,4 km²  | 79,147° N, 21,539° W |
| unbenannter See                                 | Nordost-Grönland-Nationalpark | Nordost-Grönland-Nationalpark | 10,1 km²  | 79,29° N, 20,194° W  |
| unbenannter See                                 | Nordost-Grönland-Nationalpark | Nordost-Grönland-Nationalpark | 17,5 km²  | 79,553° N, 23,33° W  |
| unbenannter See                                 | Nordost-Grönland-Nationalpark | Nordost-Grönland-Nationalpark | 10,5 km²  | 79,97° N, 21,682° W  |
| Centrumsø                                       | Nordost-Grönland-Nationalpark | Nordost-Grönland-Nationalpark | 58,6 km²  | 80,17° N, 21,946° W  |
| Fyn Sø                                          | Nordost-Grönland-Nationalpark | Nordost-Grönland-Nationalpark | 12,5 km²  | 80,516° N, 24,136° W |
| Romer Sø                                        | Nordost-Grönland-Nationalpark | Nordost-Grönland-Nationalpark | 130,0 km² | 80,967° N, 19,298° W |
| Klubsø                                          | Nordost-Grönland-Nationalpark | Nordost-Grönland-Nationalpark | 15,6 km²  | 80,883° N, 24,538° W |
| unbenannter See                                 | Nordost-Grönland-Nationalpark | Nordost-Grönland-Nationalpark | 12,2 km²  | 80,944° N, 28,233° W |
| Femte Maj Sø                                    | Nordost-Grönland-Nationalpark | Nordost-Grönland-Nationalpark | 75,4 km²  | 81,262° N, 25,814° W |
| unbenannter See                                 | Nordost-Grönland-Nationalpark | Nordost-Grönland-Nationalpark | 11,9 km²  | 81,239° N, 29,677° W |
| unbenannter See                                 | Nordost-Grönland-Nationalpark | Nordost-Grönland-Nationalpark | 17,7 km²  | 81,458° N, 30,925° W |
| unbenannter See                                 | Nordost-Grönland-Nationalpark | Nordost-Grönland-Nationalpark | 25,8 km²  | 81,816° N, 29,575° W |
| unbenannter See                                 | Nordost-Grönland-Nationalpark | Nordost-Grönland-Nationalpark | 11,6 km²  | 83,358° N, 31,147° W |
| unbenannter See                                 | Nordost-Grönland-Nationalpark | Nordost-Grönland-Nationalpark | 12,2 km²  | 83,489° N, 31,974° W |
| Tursesø                                         | Nordost-Grönland-Nationalpark | Nordost-Grönland-Nationalpark | 13,6 km²  | 82,471° N, 36,454° W |
| Nedre Midsommersø                               | Nordost-Grönland-Nationalpark | Nordost-Grönland-Nationalpark | 26,2 km²  | 82,231° N, 33,425° W |
| Øvre Midsommersø                                | Nordost-Grönland-Nationalpark | Nordost-Grönland-Nationalpark | 64,9 km²  | 82,222° N, 34,915° W |
| Inuiteq Sø                                      | Nordost-Grönland-Nationalpark | Nordost-Grönland-Nationalpark | 50,6 km²  | 81,949° N, 34,734° W |
| Aftenstjernesø                                  | Nordost-Grönland-Nationalpark | Nordost-Grönland-Nationalpark | 49,4 km²  | 82,155° N, 38,491° W |
| unbenannter See                                 | Nordost-Grönland-Nationalpark | Nordost-Grönland-Nationalpark | 18,4 km²  | 82,225° N, 41,177° W |
| unbenannter See                                 | Nordost-Grönland-Nationalpark | Nordost-Grönland-Nationalpark | 138,3 km² | 81,681° N, 47,214° W |
| unbenannter See                                 | Nordost-Grönland-Nationalpark | Nordost-Grönland-Nationalpark | 54,2 km²  | 81,529° N, 47,563° W |
| unbenannter See                                 | Nordost-Grönland-Nationalpark | Nordost-Grönland-Nationalpark | 56,4 km²  | 81,752° N, 48,939° W |